# Není král jako král
Není král jako král (v anglickém originále The Emperor's New Groove) je americký animovaný a komediální film režiséra Marka Dindala. Ve filmu hráli David Spade, John Goodman, Eartha Kittová, Patrick Warburton, a Wendie Malick.

## Děj
V Jižní Americe je incký císař Kuzco celý život rozmazlený a stal se neuvěřitelně namyšleným. Den před svými 18. narozeninami Kuzco oznámí svůj plán zbourat nedalekou vesnici a na jejím místě postavit honosné letní sídlo, a to navzdory námitkám jejího vůdce Pachy. Kuzco také zjistí, že jeho starší rádkyně a alchymistka Yzma si uzurpuje jeho povinnosti, a okamžitě ji vyhodí. Yzma a její nešikovný pomocník Kronk plánují otrávit Kuzcovo víno a převzít vládu. Kronk si však z Yzminy laboratoře vezme špatnou lahvičku a omylem promění Kuzca v lamu. Yzma nařídí Kronkovi, aby Kuzca omráčil, odvedl ho za město a zabil. Záchvat výčitek svědomí a série nehod způsobí, že Kronk upustí pytel s Kuzcem, pytel přistane na zadní straně Pachova vozíku a Pacha opustí město dříve, než ho Kronk stačí dohonit.
Kuzco se probouzí na Pachově zahradě, poté co ztratil část paměti. Kuzco věří, že se Pacha proměnil a unesl ho, a tak mu nařídí, aby ho vzal domů. Pacha odmítá pomoci, dokud si Kuzco nerozmyslí a nepostaví si letní sídlo jinde. Kuzco arogantně odmítá Pachův požadavek a navzdory Pachovým varováním se sám vydává do džungle. Kuzca pronásledují jaguáři, ale Pacha ho zachrání. Kuzco neochotně souhlasí s přemístěním staveniště svého letního sídla, pokud si ho Pacha vezme domů. Cestou do paláce se Kuzco snaží svůj slib porušit a s Pachou bojují na hroutícím se mostě, než jsou nuceni spolupracovat, aby unikli krokodýlům a rozpadajícímu se útesu. Mezitím Yzma zjistí, že Kronk Kuzca ztratil, a dvojice se ho vydá hledat. Do restaurace u silnice dorazí Pacha a Kuzco současně s Yzmou a Kronkem, ale ani jedna strana si zpočátku nevšimne té druhé. Kronk však málem pozná Pachu, který zaslechne Yzminy plány na vraždu Kuzca. Kuzco ale Pachovým varováním nevěří. Kuzco a Pacha se znovu pohádají a rozejdou. Kuzco se téměř přiblíží k Yzmě a Kronkovi, ale zaslechne je, jak diskutují o svých plánech na jeho vraždu. Také poznamenají, že Kuzcovi poddaní nebyli jeho zdánlivou smrtí zarmouceni. Kuzco pozná Yzminu pravou tvář a prchá do džungle, aby se Pachovi omluvil, ale nemůže ho najít.
Následujícího rána se Kuzco zachmuřeně smíří s tím, že bude žít jako lama, ale najde Pachu a dvojice se usmíří. Mezitím si Kronk vzpomene, kde Pachu předtím viděl, a řekne to Yzmě. Kuzco a Pacha se vrátí do Pachovy vesnice, jen aby zjistili, že Yzma a Kronk jsou v Pachově domě a vydávají se za jeho vzdálené příbuzné. Pachova rodina rozptýlí Yzmu, aby Pachovi a Kuzcovi dala náskok. Yzmě a Kronkovi se však i tak podaří dvojici konfrontovat v Yzmině laboratoři. Po Yzminých rozkazech má Kronk další záchvat výčitek svědomí a Yzma ho opakovaně uráží, takže se ji místo toho pokusí zabít. Yzma upustí Kronka do padacích dveří. Zatímco Pacha a Kuzco prchají před Yzmou a jejími strážemi, Kuzco bez úspěchu vyzkouší několik různých lektvarů. Poté, co zjistí, která lahvička je „lidský“ lektvar, se o něj Kuzco, Pacha a Yzma pohádají. Yzma se jedním z dalších lektvarů promění v kočku a Pacha málem spadne ze stěny paláce. To donutí Kuzca zachránit Pachu, což Yzmě umožní vzít si lahvičku. S trochou týmové práce a neúmyslnou pomocí Kronka dvojice Yzmu porazí a lahvičku získá zpět. Poté, co se Kuzco znovu stane člověkem, urovná vztahy s lidmi, kterým ublížil, a postaví si mnohem menší letní dům na neobydleném kopci vedle Pachova domu. Mezitím se Kronk stane vůdcem průzkumného oddílu, k němuž se Yzma, stále jako kočka, neochotně připojí.

## Obsazení
Více informací naleznete v článku Seznam postav z filmu Není král jako král.
- David Spade jako Emperor Kuzco
- John Goodman jako Pacha
- Eartha Kittová jako Yzma
- Patrick Warburton jako Kronk
- Wendie Malick jako Chicha
- Bob Bergen jako Bucky the Squirrel
- Patti Deutsch jako Mata
- John Fiedler jako Rudy
- Joe Whyte jako the Royal Recordkeeper
- Miriam Flynn jako the Piñata Lady
- Mark Dindal jako Cat Yzma